# 绿滑菌属
绿滑菌属（Chloroherpeton），也称绿爬菌属，是光合细菌下的绿色硫细菌科的一属革兰氏阴性菌。该属的模式种也是惟一种为海洋绿滑菌 (Chloroherpeton thalassium)。